# Cataclysme plurilinearia
Cataclysme plurilinearia är en fjärilsart som beskrevs av John Henry Leech 1897. Cataclysme plurilinearia ingår i släktet Cataclysme och familjen mätare. Inga underarter finns listade i Catalogue of Life.